# Tom Petryshen
Thomas „Tom” Petryshen (ur. 3 stycznia 1969 w Vancouver) – kanadyjski zapaśnik w stylu wolnym. Olimpijczyk z Barcelony 1992, gdzie zajął dziewiąte miejsce w kategorii 48 kg.
Brązowy medal na mistrzostwach panamerykańskich w 1992 roku.